# Cyclomuricea flabellata
Cyclomuricea flabellata is een zachte koraalsoort uit de familie Acanthogorgiidae. De koraalsoort komt uit het geslacht Cyclomuricea. Cyclomuricea flabellata werd in 1908 voor het eerst wetenschappelijk beschreven door Nutting. 